# Gwendoline Christie
Gwendoline Tracey Philippa Christie (Worthing, 28 ottobre 1978) è un'attrice britannica.
È nota per il ruolo di Brienne di Tarth nella serie televisiva Il Trono di Spade - grazie al quale ha ottenuto una candidatura come migliore attrice non protagonista ai Primetime Emmy Awards nel 2019 e ai Critics' Choice Awards nel 2020 - e per il ruolo del Capitano Phasma nella trilogia sequel del franchise di fantascienza Guerre stellari. Ha inoltre interpretato Larissa Weems, la preside della Nevermore Academy, nella serie televisiva Netflix Mercoledì (2022).

## Biografia
Gwendoline Tracey Philippa Christie si è diplomata nel 2005 al Drama Center London e vive a Londra. La sua altezza, 1,91 m, ha spinto il fotografo Polly Borland a sceglierla come protagonista per un noto servizio fotografico. La carriera teatrale di Gwendoline comprende il ruolo della regina in Cymbeline di Shakespeare e il ruolo di Lucifero nel Doctor Faustus di Marlowe (2010).
Christie ha recitato nel film Parnassus - L'uomo che voleva ingannare il diavolo (2009) e nella produzione televisiva della BBC The Seven Ages of Britain. Nel 2011 è stata scelta per interpretare la guerriera Brienne di Tarth nella serie televisiva HBO Il Trono di Spade. Nel maggio 2015 viene confermata la sua presenza nel film Star Wars - Il risveglio della Forza, in cui veste i panni della spietata Capitano Phasma. Nel 2015 Kathleen Kennedy, produttrice cinematografica e direttrice generale della Lucasfilm, conferma la sua presenza anche nel film successivo della serie, Star Wars - Gli ultimi Jedi.. Ha anche partecipato al film del 2015 Hunger Games - Il canto della rivolta - Parte 2 nel ruolo del Comandante Lyme.
Nel 2022 è tra i protagonisti della prima stagione della serie televisiva Netflix Mercoledì, basata sui personaggi della famiglia Addams creati a partire dal 1938 da Charles Addams per le sue vignette sul periodico The New Yorker. Nella serie vi interpreta Larissa Weems, la preside della Nevermore Academy dove studia la protagonista Mercoledì Addams (Jenna Ortega), nonché amica ed ex compagna di classe di Morticia (Catherine Zeta-Jones), che tuttavia viene uccisa alla fine della stagione dall'insegnante Marilyn Thornhill / Laurel Gates (Christina Ricci). Ghendline Christie ha voluto conferire al personaggio, creato in accordo con Tim Burton e con la costumista Coleen Atwood,  un'aspetto da "eroina in stile Hitchcock", prendendo come riferimento dive di Hollywood come Tippi Hedren e Kim Novak. Nonostante il suo personaggio sia definitivamente deceduto, è stato annunciato che l'attrice ritornerà come spirito guida della protagonista nella serie per la seconda parte della seconda stagione, prevista per il 3 settembre 2025.

## Filmografia

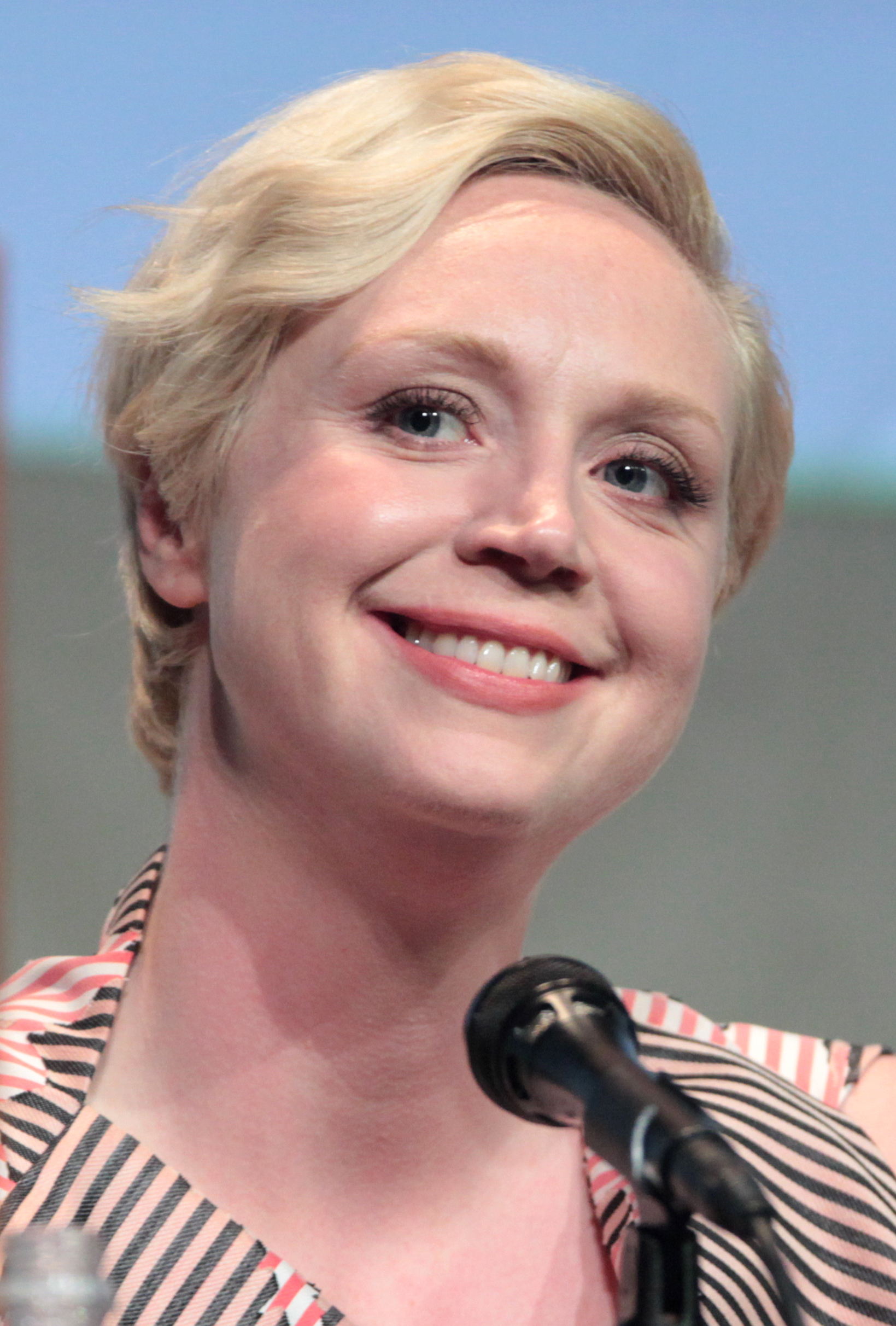
Gwendoline Christie al ComicCon di San Diego del 2015

### Attrice

#### Cinema
- The Time Surgeon, regia di Nathaniel Mellors (2007)
- Parnassus - L'uomo che voleva ingannare il diavolo (The Imaginarium of Doctor Parnassus), regia di Terry Gilliam (2009)
- Ourhouse, Episode 1: 'Games',  regia di Nathaniel Mellors - cortometraggio (2010)
- Ourhouse, Episode 2: 'Class', regia di Nathaniel Mellors - cortometraggio (2011)
- Ourhouse, Episode 3: 'The Cure of Folly', regia di Nathaniel Mellors - cortometraggio (2011)
- The Zero Theorem - Tutto è vanità (The Zero Theorem), regia di Terry Gilliam (2013)
- Hunger Games - Il canto della rivolta - Parte 2 (The Hunger Games: Mockingjay - Part 2), regia di Francis Lawrence (2015)
- Star Wars - Il risveglio della Forza (Star Wars: The Force Awakens), regia di J. J. Abrams (2015) - Capitano Phasma
- Absolutely Fabulous - Il film (Absolutely Fabulous: The Movie), regia di Mandie Fletcher (2016)
- Star Wars - Gli ultimi Jedi (Star Wars: The Last Jedi), regia di Rian Johnson (2017) - Capitano Phasma
- Darkest Minds (The Darkest Minds), regia di Jennifer Yuh Nelson (2018)
- In Fabric, regia di Peter Strickland (2018)
- Benvenuti a Marwen (Welcome to Marwen), regia di Robert Zemeckis (2018)
- La vita straordinaria di David Copperfield (The Personal History of David Copperfield), regia di Armando Iannucci (2019)
- L'amico del cuore (Our Friends), regia di Gabriela Cowperthwaite (2019)
- Flux Gourmet, regia di Peter Strickland (2022)

#### Televisione
- The Seven Ages of Britain – serie TV, 7 episodi (2010)
- Il Trono di Spade (Game of Thrones) – serie TV, 42 episodi (2012-2019) - Brienne di Tarth
- Maghi contro alieni (Wizards vs. Aliens) – serie TV, 26 episodi (2012-2013)
- Love Advent – serie TV, episodio 5x17 (2015)
- Top of the Lake - Il mistero del lago (Top of the Lake) – serie TV, 6 episodi (2017)
- The Sandman – serie TV, episodi 1x04 -1x10 (2022)
- Mercoledì (Wednesday) – serie TV, 8 episodi (2022)
- Scissione (Severance) - serie TV, episodi 2x03-2x10 (2025)

### Doppiatrice

#### Televisione
- Star Wars: Resistance – serie animata, episodi 1x02-1x05-1x10 (2018) – Capitano Phasma
- Prosciutto e uova verdi (Green Eggs and Ham) – serie animata, episodi 2x04-2x08-2x10 (2022)

#### Videogiochi
- Disney Infinity 3.0, regia di Darragh O'Farrell (2015)
- LEGO Star Wars: Il risveglio della Forza, regia di Jamie Eden, Pete Gomer e Robert Hewson (2016) – Capitano Phasma
- Star Wars: Battlefront II, regia di Hez Chorba, Bernd Diemer e Tom Keegan (2017) – Capitano Phasma
- Sid Meier's Civilization VII (2025) – voce narrante

## Radio
- Dirty Diana – podcast, episodio 1x04 (2020)
- The Callisto Protocol: Helix Station – podcast, 6 episodi (2022)

## Teatro
- Pravda, Chichester Festival Theatre, Chichester (2006)
- Mirandolina, Royal Exchange, Manchester (2006)
- Cimbelino, Barbican Centre, Londra (2007)
- Giantbum, Tate Britain, Londra (2009)
- Skin Deep, Leeds Grand Theatre, Leeds (2009)
- Colazione da Tiffany, Haymarket Theatre, Londra (2009)
- La tragica storia del Dottor Faust, Royal Exchange di Manchester (2011)
- Sogno di una notte di mezza estate. Bridge Theatre di Londra (2019)

## Discografia

### Audiolibri
- 2016 - Michael D. Hanks Star Wars: The Force Awakens Read-Along Storybook and CD
- 2021 - Neil Gaiman The Sleeper And The Spindle (A BBC Radio 4 Full-Cast Dramatisation)

### Collaborazioni
- 2004 - Baïkonour Hot Milik EP, nel brano Zap 210 (Monomix)
- 2022 - Imitation Electric Piano Trinity Neon, nel brano Don't Tell Me I'm Wrong (But You Are)

## Riconoscimenti (parziale)
- Academy of Science Fiction, Fantasy and Horror Films
  - 2014 - Candidatura alla miglior attrice non protagonista in una serie televisiva per Il trono di spade
  - 2019 - Candidatura alla miglior attrice non protagonista in una serie televisiva per Il trono di spade
- British Independent Film Awards
  - 2022 - Candidatura al Best Ensemble Performance per Flux Gourmet
- Critics' Choice Awards
  - 2020 - Candidatura alla miglior attrice non protagonista in una serie drammatica per Il trono di spade
- Primetime Emmy Awards
  - 2019 - Candidatura alla miglior attrice non protagonista per Il trono di spade
- Voice Art Awards
  - 2022 - Miglior doppiatrice - Narrazione di audiolibri - Adolescenti per Kaleidoscope
- Screen Actors Guild Award
  - 2014 - Candidatura alla miglior interpretazione di un cast in una serie drammatica per Il trono di spade (condiviso con altri)
  - 2015 - Candidatura alla miglior interpretazione di un cast in una serie drammatica per Il trono di spade (condiviso con altri)
  - 2016 - Candidatura alla miglior interpretazione di un cast in una serie drammatica per Il trono di spade (condiviso con altri)
  - 2018 - Candidatura alla miglior interpretazione di un cast in una serie drammatica per Il trono di spade (condiviso con altri)
  - 2020 - Candidatura alla miglior interpretazione di un cast in una serie drammatica per Il trono di spade (condiviso con altri)

## Doppiatrici italiane
Nelle versioni in italiano delle opere in cui ha recitato, Gwendoline Christie è stata doppiata da:
- Stella Gasparri ne Il Trono di Spade, Hunger Games - Il canto della rivolta - Parte 2, Star Wars - Il risveglio della Forza, Star Wars - Gli ultimi Jedi, Darkest Minds
- Sabrina Duranti in The Sandman, Mercoledì, Scissione
- Claudia Catani in Maghi contro alieni
- Anna Žimskaja in Benvenuti a Marwen
- Ughetta d'Onorascenzo in In Fabric

Da doppiatrice è sostituita da:
- Stella Gasparri in LEGO Star Wars: Il risveglio della Forza, Star Wars Resistance